# Junhac
Junhac é uma comuna francesa na região administrativa de Auvérnia-Ródano-Alpes, no departamento de Cantal. Estende-se por uma área de 27,21 km². Em 2010 a comuna tinha 310 habitantes (densidade: 11,4 hab./km²).